# Kleppjárnsreykir
Kleppjárnsreykir – miejscowość w zachodniej Islandii, w dolinie rzeki Reykjadalsá (lewy dopływ Hvítá), około 6 km na wschód Reykholt. Na początku 2018 roku miejscowość zamieszkiwało 43 osoby. Położona jest przy drodze nr 50.
Około kilometr na północ od miejscowości, po drugiej stronie rzeki, znajduje się najbardziej wydajne źródło termalne Islandii Deildartunguhver. Energia geotermalna jest wykorzystywana w Kleppjárnsreykir m.in. do ogrzewania szklarni. Jedna z nich oferuje możliwość kempingowania wewnątrz szklarni.